# Severoatlantická smlouva

Postupný vývoj členství v NATO

Jako Severoatlantická smlouva nebo též Severoatlantická dohoda, Severoatlantický pakt, Atlantický pakt, Severoatlantická aliance, Atlantická aliance či Washingtonská smlouva se označuje mezinárodní smlouva, jejímž podpisem vznikla Severoatlantická aliance (NATO).

## Signatáři
Smlouvu 4. dubna 1949 ve Washingtonu podepsalo 12 států, které se tak staly zakládajícími státy NATO:
- Belgie
- Kanada
- Dánsko
- Francie
- Island
- Itálie
- Lucembursko
- Nizozemsko
- Norsko
- Portugalsko
- Spojené království
- Spojené státy americké

Později se přidaly následující státy:
- Řecko (1952)
- Turecko (1952)
- Západní Německo (1955)
- Španělsko (1982)
- Česko (1999)
- Maďarsko (1999)
- Polsko (1999)
- Bulharsko (2004)
- Estonsko (2004)
- Litva (2004)
- Lotyšsko (2004)
- Rumunsko (2004)
- Slovensko (2004)
- Slovinsko (2004)
- Albánie (2009)
- Chorvatsko (2009)
- Černá Hora (2017)
- Severní Makedonie (2020)
- Finsko (2023)
- Švédsko (2024)

Severoatlantickou smlouvu tak celkem podepsalo 32 států. 
V České republice je vyhlášena Sdělením č. 66/1999 Sb. Ministerstva zahraničních věcí o přístupu České republiky k Severoatlantické smlouvě.

## Obsah
Smlouva obsahuje 14 článků.

### Článek 1
| „ | Smluvní strany se zavazují, jak je uvedeno v Chartě OSN, urovnávat veškeré mezinárodní spory, v nichž mohou být účastny, mírovými prostředky tak, aby nebyl ohrožen mezinárodní mír, bezpečnost a spravedlnost, a zdržet se ve svých mezinárodních vztazích hrozby silou nebo použití síly jakýmkoli způsobem neslučitelným s cíli OSN. | “ |
| — | |   |

### Článek 5
| „ | Smluvní strany se dohodly, že ozbrojený útok proti jedné nebo více z nich v Evropě nebo Severní Americe bude považován za útok proti všem, a proto odsouhlasily, že dojde-li k takovému ozbrojenému útoku, každá z nich uplatní právo na individuální nebo kolektivní obranu, uznané článkem 51 Charty Spojených národů, pomůže smluvní straně nebo stranám takto napadeným tím, že neprodleně podnikne sama a v souladu s ostatními stranami takovou akci, jakou bude považovat za nutnou, včetně použití ozbrojené síly, s cílem obnovit a udržet bezpečnost severoatlantické oblasti. Každý takový útok a všechna opatření učiněná v jeho důsledku budou neprodleně oznámena Radě bezpečnosti. Tato opatření budou ukončena, jakmile Rada bezpečnosti přijme opatření nutná pro obnovení a zachování mezinárodního míru a bezpečnosti. | “ |
| — | |   |

Tento článek byl poprvé použit po teroristických útocích 11. září 2001.